# Ніговичі
Ніго́вичі —  село в Україні, у Яворівському районі Львівської області. Населення становить 212 осіб. Орган місцевого самоврядування - Мостиська міська рада.
У селі є православна церква Святого Духа місцевої громади ПЦУ.